# Pfarrkirche Schleinbach

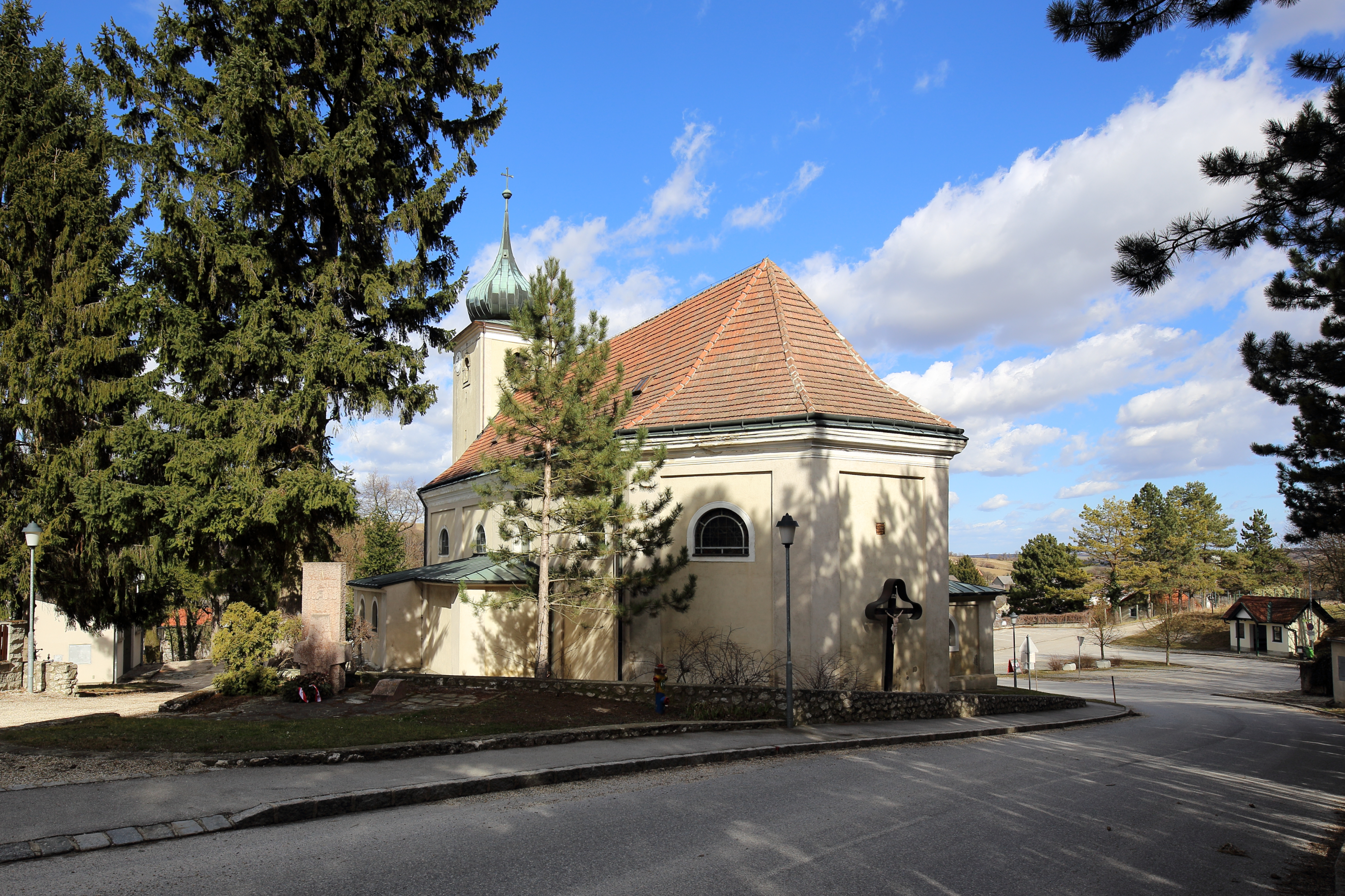
Südwestansicht der Pfarrkirche hl. Petrus

Die römisch-katholische Pfarrkirche Schleinbach steht leicht erhöht am Westrand der Ortschaft Schleinbach in der Gemeinde Ulrichskirchen-Schleinbach im Bezirk Mistelbach in Niederösterreich. Sie ist dem heiligen Petrus geweiht und liegt im Dekanat Wolkersdorf im Vikariat Unter dem Manhartsberg der Erzdiözese Wien. Das Bauwerk steht unter Denkmalschutz (Listeneintrag).

## Geschichte
Die Pfarre wurde vermutlich vor 1400 gegründet. Erstmals wird sie 1429 urkundlich erwähnt. Der barocke Kirchenbau stammt von 1687 und ist im Kern mittelalterlich. Der gotische Nordturm wurde 1436 errichtet. Restaurierungen erfolgten in den Jahren 1974 bis 1976.

## Kirchenbau
Kirchenäußeres

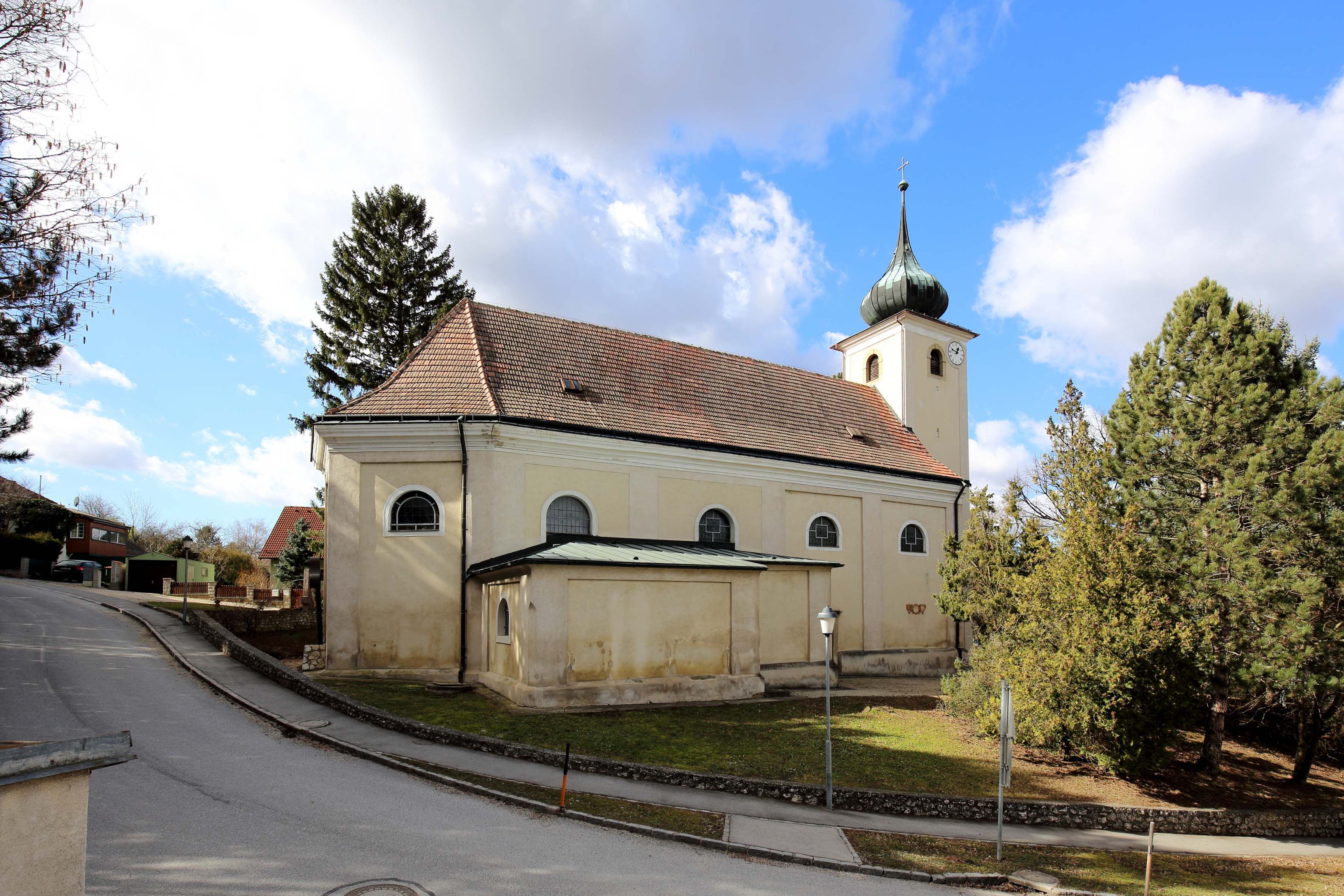
Ostansicht der Pfarrkirche

Die Kirche besteht aus einem schlichten Langhaus. Daran schließt im Süden ein gleich breiter Chor mit polygonalem Schluss ab. Die Fassade ist mit Lisenen und Lunetten gegliedert. Am ersten Langhausjoch befindet sich ein gotisches Schlitzfenster. Der nördlichen Eingangsfassade ist der Kirchturm vorgestellt. In den Untergeschoßen sind gotische Schlitzfenster, im Glockengeschoß sind rundbogige Schallfenster. Der Kirchturm schließt nach oben hin in einem Zwiebelhelm ab. Am dritten Langhausjoch sind westlich und östlich jeweils ein eingeschoßiger Kapellenanbau angebaut. Die Sakristei schließt westlich an den Chor an.
Kircheninneres
Das dreijochige Langhaus und der einjochige, gegenüber dem Langhaus etwas erhöhte Chor sind stichkappentonnengewölbt. Dazwischen sind Gurtbögen die auf Wandpfeilern ruhen. Unter dem Gewölbe ist ein schweres umlaufendes Gebälk. Der Chor endet in einem 3/6-Schluss. Die Empore an der Nordseite ist kreuzgratunterwölbt, die östliche Empore ruht auf Kreuzrippengewölbe.

## Ausstattung
Das Altarblatt des Hochaltares, das „die Schattenheilung Petri“ darstellt, wurde 1780 von einem Künstler Meidlinger gemalt.
In der linken Seitenkapelle hängt ein barockes Kruzifix von 1704, in der rechten ein Votivbild, das die Vierzehn Nothelfer darstellt. Es wurde 1843 vom Künstler Maier gemalt und stammt ursprünglich aus der Vierzehn Nothelfer-Kapelle, südöstlich des Ortes. Der Taufstein wurde 1731 geschaffen. Ein Inschriftenstein stammt von 1599.

## Orgel
Die Orgel stammt aus dem Jahr 1970 von Rudolf Novak.